# JAX-WS
JAX-WS(Java API for XML Web Services)는 웹 서비스를 생성하는 자바 API로서, Java EE의 일부이다. 다른 Java EE의 자바 API와 같이, JAX-WS는 Java SE 5에서 도입된 어노테이션(annotation)을 사용하여 웹 서비스 클라이언트 및 서버 모듈의 개발 및 배포를 쉽게 하고 있다. JAX-WS는 JAX-RPC 표준을 발전 시킨 개념으로 XML의 바인딩을 위한 JAXB 표준과 표준 스트리밍 파서를 위한 StAX 표준, 기능이 향상된 새로운 SAAJ 표준을 기반으로 통합, 발전된 자바 진영의 노력의 산물이다.

## 명칭 변경
기존에는 JAX-RPC이었으나, Java EE 5에서 JAX-WS로 변경되었다. 이러한 명칭의 변경은 웹 서비스가 RPC 타입에서 도큐먼트 타입으로 변경되는 것을 반영한 것이다. 따라서 JAX-RPC 2.0은 JAX-WS 2.0으로 변경되었다.

## 버전 역사
| JAX-WS version | 발표 | 자바 플랫폼 | 중요한 변화 |
| -------------- | ---- | ----------- | ----------- |
| JAX-WS 2.0     |      | Java EE 5   | JSR 224     |